# 1355.
◄ | 13. stoljeće | 14. stoljeće | 15. stoljeće | ►
◄ | 1320-ih | 1330-ih | 1340-ih | 1350-ih | 1360-ih | 1370-ih | 1380-ih | ►
◄◄ | ◄ | 1352. | 1353. | 1354. | 1355. | 1356. | 1357. | 1358. | ► | ►►
Arhitektura • Astronomija • Glazba • Knjige • Književnost • Kršćanstvo • Medicina • Pravo • Promet • Slikarstvo • Znanost

## Događaji
- Karlo IV. Luksemburški okrunjen za cara Svetog Rimskog Carstva.

## Smrti
- Marina Smilec

## Vanjske poveznice
|  | Zajednički poslužitelj ima još gradiva o temi 1355. |